# Campsite
Campsite is een Deense indie band uit Kopenhagen. De band maakt dansbare rock te vergelijken met bands als Franz Ferdinand en The Killers.
Na twee ep's uitgebracht te hebben, kreeg Campsite in 2005 een contract bij het Nederlandse label Sally Forth Records. In januari 2006 speelde Campsite op het Eurosonic festival in Groningen.

## Bandleden
- Johannes Nidam - zang, gitaar
- John Glitfeldt - gitaar
- Christoffer Schultz - keyboards, zang
- Steven Stewart - basgitaar
- Benjamin Nidam Andersen - drums

## Discografie

### Albums
- All The Time (ep, 2002)
- Confidence / Pastime / Sweet Dream (ep, 2003)
- Names, Dates and Places (2005)

### Singles
- Lines Intact (2006)